# Rutiderma judayi
Rutiderma judayi är en kräftdjursart som beskrevs av McKenzie 1965. Rutiderma judayi ingår i släktet Rutiderma och familjen Rutidermatidae. Inga underarter finns listade i Catalogue of Life.